# آنتونی (بازیکن فوتبال)
آنتونی ماتئوس دوس سانتوس (به انگلیسی: Antony Matheus dos Santos) (زادهٔ ۲۴ فوریهٔ ۲۰۰۰)، معروف به آنتونی (تلفظ در پرتغالی برزیلی: [ˈɐ̃tɔni]), بازیکن فوتبال اهل برزیل است که به عنوان وینگر راست برای باشگاه رئال بتیس در لا لیگا، به صورت قرضی از باشگاه منچستر یونایتد در لیگ برتر و تیم ملی برزیل بازی می‌کند.
عملکرد آنتونی در هلند، دو قهرمانی لیگ برتر و یک قهرمانی جام حذفی، موجب انتقالی به ارزش ۹۵ میلیون یورو (۸۲ میلیون پوند) به منچستر یونایتد شد که این رقم، بالاترین رقم پرداختی برای یک بازیکن لیگ برتر هلند است.

## افتخارات

### باشگاهی
آژاکس
- لیگ برتر هلند (۲): ۲۱–۲۰۲۰، ۲۲–۲۰۲۱
- جام حذفی هلند (۱): ۲۱–۲۰۲۰

منچستر یونایتد
- جام حذفی انگلستان (۱): ۲۴–۲۰۲۳
  - نایب‌قهرمانی جام حذفی انگلستان (۱): ۲۳–۲۰۲۲
- جام اتحادیه انگلستان (۱): ۲۳–۲۰۲۲
- نایب‌قهرمانی جام خیریه انگلستان (۱): ۲۰۲۴

### ملی
زیر ۲۳ سال برزیل
- المپیک تابستانی (۱): ۲۰۲۰
- مسابقات مائوریس ری ولو (۱): ۲۰۱۹

فردی
- بهترین بازیکن ماه لیگ برتر هلند (۱): دسامبر ۲۰۲۰
- بهترین استعداد ماه لیگ برتر هلند (۱): دسامبر ۲۰۲۱
- بهترین گل فصل منچستر یونایتد (۱): ۲۳–۲۰۲۲

## اتهامات
در ۴ سپتامبر ۲۰۲۳، آنتونی از تیم ملی برزیل برای مسابقات مقدماتی جام جهانی فوتبال ۲۰۲۶ آمریکای جنوبی در برابر تیم‌های بولیوی و پرو به دلیل اتهام خشونت خانگی علیه دوست دختر سابق خود کنار گذاشته شد. رسانه برزیلی یونیورسو آنلاین عکس‌هایی را افشا کرده که نشان دهنده ضرب و شتم سر و دست دوست دختر سابق آنتونی است.